# Dismember (album)
Dismember osmi je studijski album švedskog death metal sastava Dismember. Diskografska kuća Regain Records objavila ga je 18. veljače 2008.

## Popis pjesama
Tekstovi: Matti Kärki. 
| 1.    | »Death Conquers All«    | Blomqvist, Cristiansson          | 3:48 |
| 2.    | »Europa Burns«          | Blomqvist, Persson               | 3:33 |
| 3.    | »Under a Blood Red Sky« | Blomqvist                        | 5:25 |
| 4.    | »The Hills Have Eyes«   | Blomqvist, Persson, Cristiansson | 3:15 |
| 5.    | »Legion«                | Persson                          | 3:22 |
| 6.    | »Tide of Blood«         | Blomqvist, Persson               | 3:35 |
| 7.    | »Combat Fatigue«        | Blomqvist                        | 2:29 |
| 8.    | »No Honor in Death«     | Kärki, Estby, Blomqvist          | 3:08 |
| 9.    | »To End It All«         | Blomqvist                        | 3:52 |
| 10.   | »Dark Depths«           | Blomqvist, Persson, Cristiansson | 3:48 |
| 11.   | »Black Sun«             | Persson, Cristiansson            | 6:25 |
| 42:40 |                         |                                  |      |

## Zasluge
Dismember
- Matti Kärki – vokal
- David Blomqvist – gitara
- Martin Persson – gitara
- Tobias Cristiansson – bas-gitara
- Thomas Daun – bubnjevi

Ostalo osoblje
- Nico Elgstrand – miks, snimanje
- Craig Rogers – naslovnica
- Soren von Malmborg – mastering